# Мария Катарина София фон Хоенлое-Валденбург
Мария Катарина София фон Хоенлое-Валденбург (на немски: Maria Katharina Sophie von Hohenlohe-Waldenburg; * 28 февруари 1680, Валденбург; † 4 октомври 1761, Ингелфинген, Баден-Вюртемберг) е графиня от Хоенлое-Валденбург-Пфеделбах и чрез женитба графиня на Хоенлое-Ингелфинген (1701 – 1743).

## Биография
Тя е дъщеря на граф Хискиас фон Хоенлое-Валденбург-Пфеделбах (1631 – 1685) и съпругата му графиня Доротея Елизабет фон Хоенлое-Валденбург (1650 – 1711), дъщеря на граф Филип Готфрид фон Хоенлое-Валденбург (1618 – 1679).
Мария Катарина София се омъжва на 6 декември 1701 г. в Пфеделбах за граф Христиан Крафт фон Хоенлое-Ингелфинген (1668 – 1743), син на граф Хайнрих Фридрих фон Хоенлое-Лангенбург. Нейният съпруг построява от 1705 до 1712 г. резиденцията им Новия дворец в Ингелфинген. Той умира на 2 октомври 1743 г. на 75 години в Ингелфинген и е погребан там.
Мария Катарина София умира на 4 октомври 1761 г. на 81 години в Ингелфинген, Баден-Вюртемберг и е погребана там.
Император Франц I издига на 7 януари 1764 г. синовете ѝ на имперски князе.

## Деца
Мария Катарина София фон Хоенлое-Валденбург и граф Христиан Крафт фон Хоенлое-Ингелфинген (* 15 юли 1668; † 2 октомври 1743) имат 10 деца:
- Филип Хайнрих (1702 – 1781), граф (1743 – 1781), на 7 януари 1764 г. 1. княз на Хоенлое-Ингелфинген, женен на 4 март 1727 г. в Лангенбург за графиня Албертина фон Хоенлое-Лангенбург (1701 – 1773)
- Кристиан Лудвиг Мориц (1704 – 1758), граф на Хоенлохе-Ингелфинген, полковник в Дания, женен на 24 април 1746 г. в Росла за графиня Луиза Хенриета фон Щолберг-Росла (1720 – 1795)
- Магдалена Доротея (1705 – 1762), омъжена на 23 февруари 1747 г. в Рюденхаузен за граф Йохан Фридрих фон Кастел-Рюденхаузен (1675 – 1749)
- София Албертина (1706 – 1768)
- Фридерика Шарлота (1707 – 1782), омъжена на 19 октомври 1729 г. в Ингелфинген за граф Хайнрих Август фон Щолберг-Шварца (1697 – 1748)
- Каролина (1708 – 1712)
- Кристиана Елеонора (1709 – 1782)
- Фридрих Адолф (1710 – 1711)
- Алберт Фридрих (*/† 1711)
- Хайнрих Август (1715 – 1796), 1. княз на Хоенлое-Ингелфинген (1781 – 1796), женен на 25 декември 1743 г. в Йоринген за графиня Вилхелмина Елеонора фон Хоенлое-Йоринген (1717 – 1794)
- Елеонора (1716 – 1717)
- Албрехт Волфганг (1717 – 1742, Копенхаген)
- Вилхелм (1719 – 1719)
- Август I Вилхелм (1720 – 1769), 1. княз на Хоенлое-Ингелфинген, генерал на Саксония-Гота, женен I. на 26 ноември 1752 г. в Кобург за графиня Августина (Мария Емеренция) фон Ауершперг (1729 – 1753), II. на 30 декември 1754 г. в Зомерсхаузен за графиня Йозина Елизабет ван Рехтерен-Лимпург (1738 – 1804)
- София Августа (1721 – 1723)